# Farnaces de Capadòcia
Farnaces (grec antic: Φαρνάκης, Pharnakēs, llatí: Pharnaces) va ser el segon sàtrapa conegut de Capadòcia cap a l'any 500 aC. Diodor de Sicília l'anomena rei de Capadòcia i diu que es va casar amb Atossa, la germana de Cambises I d'Anshan (el pare de Cir II el Gran) amb la qual va tenir un fill anomenat Gal o Galó que el va succeir en el govern.
Farnaces va ser l'ancestre dels sàtrapes Galó, Esmerdis i Ariaramnes. Galó va ser besavi d'Anafes I, un dels nobles que va matar l'usurpador Smerdis de Pèrsia, encara que aquesta filiació podria ser fictícia.